# گکوی شمالی کالدونیای جدید
گکوی شمالی کالدونیای جدید (نام علمی: Mniarogekko jalu) نام یک گونه از سرده منیاروگکو است.